# Chianca de Garcia
Eduardo Augusto Chianca da Silva Garcia (* 14. Mai 1898 in Lissabon; † 28. Januar 1983 in Rio de Janeiro, Brasilien) war ein portugiesischer Filmregisseur.

## Werdegang
Er begann am Theater, bevor er sich 1928 mit António Lopes Ribeiro und Boto de Carvalho zusammen tat, um die Kino-Zeitschrift Imagem zu gründen, deren Direktor er später wurde. Sein erster Film war 1930 der Stummfilm Ver e Amar (zu deutsch: „Sehen und Lieben“), der sich am Revue-Theater orientierte und zu dessen Vorführungen die passenden Schallplatten auf Grammophonen abgespielt wurden. Er war Mitbegründer der Tóbis Portuguesa, einem Filmstudio, das ab 1933 auch Tonfilme produzierte. Garcia war technischer Berater beim ersten portugiesischen Tonfilm, „Das Lied von Lissabon“ (A Canção de Lisboa, mit António Silva).
Nach seiner Verwechslungskomödie O Trevo de Quatro Folhas („Das vierblättrige Kleeblatt“, 1936) legte er mit Aldeia da Roupa Branca („Dorf der weißen Wäsche“) 1938 seinen bedeutendsten Film vor. Nach einer Idee von José Gomes Ferreira, wurde der Film erneut eine Komödie mit Musikanteilen. Er behandelt den Gegensatz zwischen dem einfachen, fröhlichen Landleben, und der fortschreitenden urbanen, industriellen Gesellschaft. 1938 verfilmte er mit "A Rosa do Adro" („Die Rosa vom Kirchplatz“) den gleichnamigen Klassiker der leichteren Portugiesischen Literatur des 19. Jahrhunderts von Manuel Maria Rodrigues. Die Geschichte einer Liebesbeziehung vor dem Hintergrund des Miguelistenkriegs war 1919 bereits erstmals verfilmt worden.
1940 übersiedelte er nach Brasilien, wo er Pureza („Reinheit“, 1940) von José Lins do Rego, und 24 Horas de Sonho („24 Traum-Stunden“, 1941) von Joracy Camargo verfilmte. Die geplante Verfilmung von Mar Morto („Totes Meer“) von Jorge Amado konnte er nicht realisieren. Danach entfernte er sich vom Kino und wurde künstlerischer Leiter des Casino da Urca, einem bekannten Veranstaltungssaal in Rio de Janeiro. Hier, im friedlichen Rio, traten während des Zweiten Weltkrieges bekannte Namen der internationalen Music Hall auf, darunter auch Beatriz Costa, die in Garcias wichtigsten Filmen die weiblichen Hauptrollen spielte. Garcia wurde einer der Pioniere des jungen brasilianischen Fernsehens, vor allem als Programmdirektor des Fernsehkanals TV Tupi ab 1951. Er schrieb außerdem eine Reihe Theaterstücke, aber auch Sambas, die zum Teil sehr populär wurden.
Er blieb bis zu seinem Lebensende Portugal und dem von ihm abgelehnten Estado Novo-Regime Salazars fern, gleichwohl er sich dem Land noch verbunden fühlte. So schrieb er in den 1960er und 70er Jahren noch regelmäßige Kolumnen für die Zeitung Diário de Lisboa.

## Filmografie
- 1930: Ver e Amar!
- 1936: O Trevo de Quatro Folhas
- 1938: A Rosa do Adro
- 1939: Aldeia da Roupa Branca
- 1940: Pureza
- 1941: 24 Horas de Sonho
- 1953: Coração Delator (brasil. TV-Serie)